# Julián Carrón
Don Julián Carrón (Navaconcejo, 25 febbraio 1950) è un teologo e linguista spagnolo.
È uno studioso di aramaico antico e greco biblico. Dal 2005 al 2021 è stato presidente della Fraternità di Comunione e Liberazione, succedendo al fondatore Luigi Giussani, e fino al dicembre 2018 anche Consigliere Ecclesiastico della Associazione Laicale Memores Domini.

## Studi e docenza in Spagna
Ordinato sacerdote della diocesi di Madrid il 19 Marzo1975, dottore in teologia nel 1984 e alunno titolare dell'École Biblique di Gerusalemme, Julián Carrón ha per lungo tempo insegnato Sacra Scrittura presso l'Istituto di studi biblici San Damaso di Madrid, nell'attualità, Università san Dámaso: fra i suoi interessi principali, lo studio della storicità dei Vangeli, coltivato quale esponente della cosiddetta Scuola esegetica di Madrid; in quest'ambito ha pubblicato, oltre a numerosi articoli, il libro Jesus el Mesias manifestado (Studia Semitica Novi Testamenti, 2 - Madrid 1993).
Insieme ad un gruppo di sacerdoti molto legati don Javier Martinez (attuale arcivescovo di Granada), Carrón diede vita in Spagna, a cavallo fra gli anni settanta ed ottanta, all'esperienza di un movimento di giovani, dal nome di Nueva Tierra. Negli stessi anni, avveniva un decisivo incontro, da parte di questi sacerdoti, con alcuni ciellini spagnoli e quindi con mons. Luigi Giussani.
Nel 1985 Carrón e i suoi amici decisero di aderire, con la maggior parte dei membri del loro originario movimento, alla realtà ecclesiale di Comunione e Liberazione, riconoscendo un'ispirazione comune e una comune discepolanza in mons. Giussani.
Carrón divenne poi direttore dell'edizione spagnola della rivista internazionale di teologia Communio e uno dei responsabili di CL in Spagna.

## Permanenza in Italia
Nel 2004 mons. Luigi Giussani lo chiamò in Italia, a Milano (qui don Carrón da marzo 2005 è docente di Teologia presso l'Università Cattolica); questa "chiamata" corrispose ad un'esplicita designazione come successore nel ruolo di guida del movimento di Comunione e Liberazione: la notizia fu diramata nell'agosto del 2004, in corrispondenza dell'annuale Meeting per l'amicizia fra i popoli di Rimini.
Dopo la morte di mons. Giussani avvenuta il 22 febbraio 2005, don Julián Carrón ha effettivamente preso la guida del movimento di Comunione e Liberazione venendo eletto (il 19 marzo 2005) Presidente della Fraternità di Comunione e Liberazione e nominato (il 13 maggio 2005) Consigliere ecclesiastico della Associazione Memores Domini, entrambe fondate da don Giussani. Queste alcune delle sue prime dichiarazioni:
("La Repubblica", 23 febbraio 2005)
Nell'estate del 2005 don Julián Carrón è stato ricevuto una prima volta da papa Benedetto XVI. Inoltre per la stima che il Papa ha dimostrato verso mons. Giussani, don Carrón è stato invitato al Sinodo dei vescovi sull'eucaristia tenutosi nell'autunno dello stesso anno. Don Julián Carrón è inoltre intervenuto il 3 giugno 2006, in occasione della celebrazione dei vespri all'incontro fra il Papa e i Movimenti ecclesiali e le Nuove Comunità, a Roma, in Piazza San Pietro, con un commento all'Apocalisse di Giovanni. Nell'ottobre 2005 partecipa al Sinodo su «L'Eucaristia: fonte e culmine della vita e della missione della Chiesa» come padre sinodale di nomina pontificia. Nell'aprile 2008 è nominato da Benedetto XVI Consultore del Pontificio Consiglio per i Laici. Nell'ottobre 2008 partecipa al Sinodo su «La Parola di Dio nella vita e nella missione della Chiesa» come padre sinodale di nomina pontificia.
Dopo tre anni dalla morte di don Giussani, nel marzo del 2008, Julián Carrón è confermato presidente della Fraternità di Comunione e Liberazione, all'unanimità e con un'unica scheda bianca, per sei anni.
Nel maggio del 2011 il teologo spagnolo è nominato da Benedetto XVI Consultore del nuovo Pontificio Consiglio per la Promozione della Nuova Evangelizzazione.
Il 18 maggio 2012 sono stati conferiti a don Julián Carrón la medaglia presidenziale e il dottorato honoris causa dall'Università Cattolica d'America di Washington, in occasione dell'annuale cerimonia di consegna del diploma. Il dottorato a don Carrón è stato assegnato «per il suo insigne servizio nel campo della teologia, specialmente della Sacra Scrittura, e per la sua guida di un movimento ecclesiale internazionale riconosciuto dal Papa».
Nell'ottobre 2012 partecipa al Sinodo su «La nuova evangelizzazione per la trasmissione della fede cristiana» come padre sinodale di nomina pontificia.
Il 29 marzo del 2014, la Diaconia Centrale di Comunione e Liberazione conferisce nuovamente a Julián Carrón il mandato di Presidente della Fraternità per un sessennio.
Il 7 marzo 2015 guida l'intero movimento di Comunione e Liberazione in udienza da papa Francesco.
Il 15 novembre 2021 don Carrón si è dimesso dalla carica di presidente della Fraternità di Comunione e Liberazione, avendo superato il limite massimo di permanenza alla guida del movimento previsto dal Decreto Generale Le associazioni di fedeli, promulgato dal Dicastero per i laici, la famiglia e la vita ed entrato in vigore l'11 settembre 2021, e per agevolare da subito il processo di cambiamento richiesto dal decreto alle associazioni di fedeli riconosciute dalla Santa Sede.

## Opere
- Parole ai preti, con Francesco Ventorino, Torino, Società editrice internazionale, 1996. ISBN 88-05-05619-7.
- Il carisma di don Giussani e l'educazione alla fede, in All'ascolto di testimoni, Castel Bolognese-Lugano, Itacalibri-Eupress, 2006. ISBN 88-526-0123-6.
- Allargare la Ragione, con Wael Farouq e Lorenzo Ornaghi, a cura di Alessandro Gamba, Milano, Vita e Pensiero, 2007. ISBN 978-88-343-1430-2.
- La bellezza disarmata, Milano, Rizzoli, 2015. ISBN 978-88-17-08296-9.
- La voce unica dell'ideale. In dialogo con i giovani, Cinisello Balsamo, San Paolo, 2018, ISBN 978-88-9221-4538.